# Личности (Горна Оряховица)
Това е списък на известни личности, свързани с град Горна Оряховица.

## Родени в Горна Оряховица
- Вичо Грънчаров, един от учредителите на първото горнооряховско читалище и местните просветени дружества, умира през 1877 г. в изгнание, след като раздава цялото си богатство за революционното дело.
- Елена Грънчарова (1842 – 1923), бунтовник, участник в подготовката на Априлското въстание
- Тодор Костакиев (1857 – 1927), опълченец от VII дружина. След Освобождението живее и умира в град Попово[1].
- Анастас Бендерев (1859 – 1949), български военен деец, генерал-лейтенант
- Григор Грънчаров (1861 – 1928), български военен деец, генерал-майор
- Георги Бошнаков (1862 – ?), български военен деец, генерал-майор
- Стефан Тасев (1866 – ?), български военен деец, генерал-майор
- Панайот Сантурджиев (1868 – 1962), български военен деец, генерал-майор
- Никола Петров (1873 – 1925), борец класически стил, световен шампион
- Иван Буров (1873 – 1939), банкер
- Атанас Буров (1875 – 1954), политик
- Теодоси Атанасов, (1876 – 1949), бивш кмет на Варна
- Иван Радославов (1880 – 1969), литературен критик и историк
- Стоил Петров, български революционер от ВМОРО, четник на Петър Ангелов[2]
- Стефан Цанков (1881 – 1965), богослов и юрист, академик
- Никола Мифитишев (1890 – 1954), свещеник
- Пантелей Матеев (1898 – 1957), писател
- Петър Бобев (1914 – 1997), писател
- Иван Йовчев (1925 – 2017), художник и илюстратор на детско-юношеска литература
- Лиляна Бочева (1924 – 2005), българска хорова диригентка, родена в Горна Оряховица
- Йосиф Йовчев (1929 – 2011), основател и хореограф на Фолклорен ансамбъл „Сидер Войвода“
- Стефан Елевтеров (1930 – 1997), литературовед, критик и историк на литературата
- Пламен Цонев (1930 – 2012), писател
- Никола Гайдаров (р. 1932), инженер, старши научен сътрудник – Талига с централно ресорно окачване и колооси за различни междурелсия
- Виктор Чучков (р. 1946), композитор, пианист и педагог
- Валентин Миновски (р. 1950), артист-солист
- Иван Няголов (р. 1951), юрист
- Светла Златева (р. 1952), лекоатлетка
- Дианка Тодорова (р. 1959), художник
- Цветан Гашевски (р. 1970), състезател по канадска борба, многократен Европейски и Световен шампион.
- Миро Гечев (р. 1985), композитор и продуцент
- Валери Божинов (р. 1986), футболист

## Починали в Горна Оряховица
- Нено Неделчев (1945 – 2024), езиковед